# Placówka Straży Granicznej w Baniach Mazurskich
Placówka Straży Granicznej w Baniach Mazurskich – graniczna jednostka organizacyjna polskiej straży granicznej realizująca zadania w ochronie granicy państwowej.

## Formowanie i zmiany organizacyjne
24 sierpnia 2005 roku funkcjonującą dotychczas Strażnica SG w Baniach Mazurskich przemianowano na placówkę Straży Granicznej w Baniach Mazurskich.
Siedziba placówki do 2010 roku mieściła się przy ul. Marii Konopnickiej 7. W latach 2006–2009 ze środków budżetowych SG, programu modernizacji Policji, Straży Granicznej, Państwowej Straży Pożarnej, Biura Ochrony Rządu na lata 2007 - 2009 za kwotę 13.168.450,00 zł w Baniach Mazurskich przy ul. Topolowej 3a wybudowano nowy obiekt. 

## Terytorialny zasięg działania
Od 21.12.2007 roku placówka otrzymała nowy terytorialny zasięg działania wykraczający poza strefę nadgraniczną. Objął on gminy Wydminy i Kruklanki z powiatu giżyckiego. 
W 2011 ochraniała odcinek granicy od znaku granicznego nr 2124 do znaku granicznego nr 2083 .
Linia rozgraniczenia:
1. z placówką Straży Granicznej w Gołdapi: wyłącznie znak graniczny nr 2083, m. Bałupiany, m. Kośmidry, wyłącznie m. Jabłońskie, m. Wronki Wielkie, m. Kowalki, m. Blenda[4] .
2. z placówką Straży Granicznej w Węgorzewie: włącznie znak graniczny nr 2124, dalej na południe do rzeki Wegorapy, wschodnim brzegiem rzeki Wegorapy i Gołdapy do granicy gmin Budry i Banie Mazurskie, dalej granica gmin Budry i Pozezdrze oraz Banie Mazurskie[4] .

Poza strefą nadgraniczną obejmuje: z powiatu  giżyckiego gminy: Wydminy, Kruklanki .

## Komendanci placówki
- mjr SG Andrzej Lejmel (2.01.2003-22.02.2010) ← wcześniej komendant strażnicy SG
- mjr SG Janusz Worotnicki (23.02.2010-?)[5]